# География на Унгария
Унгария е държава, разположена в югоизточната част на Централна Европа.

## Географско положение, граници, големина
На запад граничи с Австрия (356 km), на север – със Словакия (608 km), на североизток – с Украйна (115 km), на изток – с Румъния (445 km), на юг – със Сърбия (166 km) и Хърватия (329 km) и на югозапад – със Словения (116 km). В тези си граници площта на страната възлиза на 93 011 km². Тя е без излаз на море. Корабоплаването по река Дунав предвижда свободен достъп до вътрешността на Европа и Черно море.
Унгария се простира между 45°44′ и 48°35′ с.ш. и между 16°07′ и 22°54′ и.д. Крайните точки на страната са:
- крайна северна точка – (48°35′07″ с. ш. 21°26′22″ и. д. / 48.585278° с. ш. 21.439444° и. д.), на границата със Словакия.
- крайна южна точка – (45°44′14″ с. ш. 18°26′48″ и. д. / 45.737222° с. ш. 18.446667° и. д.), на границата с Хърватия, на 1 km западно от хърватския град Нови Бездан.
- крайна западна точка – (46°52′09″ с. ш. 16°06′48″ и. д. / 46.869167° с. ш. 16.113333° и. д.), на границата с Австрия и Словения.
- крайна източна точка – (47°57′15″ с. ш. 22°53′46″ и. д. / 47.954167° с. ш. 22.896111° и. д.), на границата с Румъния и Украйна.

## Релеф
Голяма част от територията на Унгария се простира в северната част на Среднодунавската низина, ограничена от Алпите на запад, а на север и изток – от Карпатите, крайните части на които навлизат в нейните предели. Меридионалният участък на река Дунав дели страната на две различни части. На изток от Дунав се разполага Голямата среднодунавска низина (Алфьолд). Нейната плоска повърхнина между реките Тиса и Дунав има височина 150 – 200 m, а в останалите райони – около 100 m. От север низината е ограничена от верига от ниски планински масиви с височина 800 – 1000 m, отнасящи се към вътрешната вулканична зона на Карпатите и се нарича Унгарско Северно средногорие. Широките долини на реките го разчленяват на обособени масиви: Бьоржон (939 m), Черхат (652 m), Матра (вр. Кекеш 1014 m, най-високата точка на Унгария), Бюк (959 m), Земплен (784 m), сред които се простират варовикови карстови плата. В платото Агтелек се намира голямата сталагтитова пещера Барадла. Голяма част от районите, разположени западно от Дунав, се заемат от равнината Дунантул, представляваща силно разчленена равнина с преобладаващи височини 150 – 200 m, максимална – до 300 m. Дунантул е пресечен от полоса от т.нар. Унгарско западно средногорие с платообразните масиви Бакон (646 m), Вертеш (480 m), Герече (634 m), Пилиш (757 m), Вишеград (700 m). В югоизточната част на Дунантул обособено се издига масива Мечек (682 m). В северозападната част на страната е разположена Малката среднодунавска алувиална низина (Кишалфьолд) с височина 120 – 180 m, като в Унгария се намира само южната ѝ част. На запад тя е ограничена от предпланините на Алпите с височина 500 – 800 m. Като цяло, равнините заемат 68% от територията на Унгария, хълмистите територии – 30%, а нископланинските райони – 2%. Най-ниската точка на страната (78 m) се намира на юг от град Сегед, на брега на река Тиса, на границата със Сърбия.

## Геоложки строеж, полезни изкопаеми
Среднодунавската низина лежи на мястото на голяма между планинска падина, нагънатата основа на която е изградена от палеозойски и мезозойски седименти, а също и от по-древни кристалинни скали. Над тях залягат варовици, пясъчници, пясъци, палеогенски, миоценски и плиоценски глини. Антропогенните наслаги са представени от езерни и алувиални пясъчно-глинести образувания, льос и еолови пясъци. Унгарското северно средногорие е изградено от смачкани и нагънати пясъчници, глинести шисти, пермски и триаски варовици, препокрити с олигоценски пясъчно-глинести наслаги. Разпространени са и ефузивни скали с миоценска възраст. Дунантул е изграден предимно от пясъчно-глиненсти формации, препокрити с льос. В сроежа на Унгарското западно средногорие участват пермски пясъчници и конгломерати, триаски, юрски и кредни мергели, доломити и варовици. Върху мезозойските седименти несъгласувано залягат палеогенски пясъчно-глинести слоеве, а също и морски и континентални наслаги с неогнеска възраст. През плиоцена по линиите на разломите се изливат базалтови лави. От полезните изкопаеми следва да се отбележат находищата на лигнитни въглища, природен газ и нефт, свързани с плиоценските солено-водни седименти в Среднодунавската низина. Към Унгарското северно средногорие са привързани находищата на желязна руда, кафяви и лигнитни въглища, нефт. В Дунантул има находища на каменни въглища, боксит и манган. С множеството разломи са свързани източницете на термални и минерализирани води по бреговете на езерото Балатон.

## Климат
Климатът на Унгария е умерен, континентален. Средната юлска температура варира от 20 до 22,5°С, а средната януарска – от -2 до -4°С. Средната годишна температура е 9 – 11°С. Годишната сума на валежите намалява от 900 mm на югозапад до 450 mm в централните части и източните части на Алфьолд, където често през лятото се наблюдава продължително засушаване. Максимумът на валежите е в началото на лятото, вторият максимум е през есента.

## Води
Унгария е една от малкото държави в света, територията на която принадлежи към водосборния басейн на една-единствена река. В случая това е река Дунав, която в продължение на 140 km тече по границата със Словакия, а след това на протежение от 270 km пресича страната от север на юг. Източната половина на страната лежи в басейна на главния ляв приток на Дунав – река Тиса. От десните притоци на Дунав в пределите на Унгария най-големи са Раба, Шио и Драва. Гъстотата на речната мрежа е сравнително малка, като някои райони между Дунав и Тиса са почти лишени от повърхностни води. Унгарските реки се характеризират с големи колебания на речния отток и височината на нивото си. За защита от наводнения са изгразени около 4000 km водозащитни диги. Отбелязва се крайно непостоянство на сроковете на настъпването и продължителността на заледяването на реките. Засушливият климат предизвиква необходимост от изграждането на големи напоителни системи. На река Тиса на юг от град Тисальок е изградена система от големи напоителни канали. Езерата в Унгария са малко и малки по размери. Най-големи са Балатон и граничното с Австрия Нойзидлер Зе (на територията на страната е неговата крайна южна част).

## Почви, растителност, животински свят
В страната преобладават черноземните почви, развити върху льосови наслаги. В нископланинските и хълмисти райони са развити кафяви горски и ливадно-карбонатни почви, а по долините на Дунав и Тиса се простират широки пояси от алувиални почви. В Алфьолд се срещат и неплодородни засолени почви. В миналото значителни части от територията на страната са били покрити с гори. Големи масиви от смесени широколистни и букови гори са съществували на запад от Дунав. Малката среднодунавска низина и районите в Източна Унгария са имали растителност от лесостепен вид, а районите на Голямата среднодунавска низина са били покрити със степна растителност. Те са известни под названието „пуста“ (Хортобад, Бугац и др.). Съвременната растителна покривка е силно изменена от човешката дейност, като значителни части от територията на страната са превърнати в обработваеми земи. Горите заемат около 18% от нейната площ и са развити предимно по склоновете на ниските планински масиви над 300 – 400 m. В някои планински райони и пясъчни хълмове на изток от Дунав са създадени изкуствени горски насаждения. Животинският свят на страната е беден – зайци, полски мишки, лалугери, лисици, таралежи, различни степни и горски птици (чучулига, дрозд, кълвач, сова). По бреговете на големите реки гнездят водоплаващи и блатни птици, в т.ч. бяла чапла.